# Municipio de New London (Iowa)
El municipio de New London (en inglés: New London Township) es un municipio ubicado en el condado de Henry en el estado estadounidense de Iowa. En el año 2010 tenía una población de 2447 habitantes y una densidad poblacional de 25,96 personas por km².

## Geografía
El municipio de New London se encuentra ubicado en las coordenadas 40°56′54″N 91°26′20″O / 40.94833, -91.43889. Según la Oficina del Censo de los Estados Unidos, el municipio tiene una superficie total de 94.27 km², de la cual 94,09 km² corresponden a tierra firme y (0,2 %) 0,18 km² es agua.

## Demografía
Según el censo de 2010, había 2447 personas residiendo en el municipio de New London. La densidad de población era de 25,96 hab./km². De los 2447 habitantes, el municipio de New London estaba compuesto por el 96,94 % blancos, el 1,35 % eran afroamericanos, el 0,25 % eran amerindios, el 0,37 % eran asiáticos, el 0,04 % eran de otras razas y el 1,06 % eran de una mezcla de razas. Del total de la población el 0,82 % eran hispanos o latinos de cualquier raza.